# Tsjaralaagte
De Tsjaralaagte (Russisch: Чарская впадина; Tsjarskaja vpadina) of Tsjarabekken, ook Boven-Tsjaralaagte of Boven-Tsjarabekken genoemd, is een laagte in het noorden van de Russische kraj Transbaikal, in het zuiden van Siberië. Het ligt rond de bovenloop van de rivier de Tsjara, tussen de gebergten Kodar, Oedokan en Kalar. Het vormt onderdeel van het Stanovojplateau.
De laagte strekt zich uit over ongeveer 125 kilometer bij een maximale breedte van 35 kilometer in het middendeel. De zuidwestgrens van de laagte wordt gevormd door het Bolsjoje Leprindomeer en het Leprindokanmeer. De noordoostgrens ligt ongeveer 5 kilometer ten zuiden van de stroomversnellingen van het riviertje Soeloemat, een zijrivier van de Tsjara. Een kleine tak van de laagte steekt uit naar het oosten. De gemiddelde hoogte varieert tussen de 630 en 1100 meter. De randen en lagere delen van de laagte tellen talrijke submontane uitlopers, puinwaaiers, glaciale en glaciofluviale landschapsvormen en rivierterrassen, die grotendeels onder invloed van het klimaat tijdens glaciale en post-glaciale perioden zijn ontstaan.
Op de rechteroever van de benedenloop van de Sredni Sakoekanrivier bevindt zich een open zandgebied met het uiterlijk van een Centraal-Aziatische zandwoestijn en vergelijkbare kenmerken als de toekoelanen van Jakoetië: de Tsjarazanden. In de laagte bevinden zich veel kleine meren die hun oorsprong vooral hebben  in glaciale en glaciofluviale processen, oude rivierbeddingen en thermokarstprocessen. Een deel van het gebied is moerassig. De randen van de laagte lopen relatief steil op aan de uitlopers van de omliggende bergruggen, vooral bij de bergketen Kodar. Het landschap bestaat vooral uit drassige weiden, dwergberkenbossen, dennenbossen en bergtaiga.